# Сагасти, Франсиско
Франсиско Рафаэль Сагасти Хоххауслер (исп. Francisco Rafael Sagasti Hochhausler, американский испанский: [franˈsisko rafaˈel saˈɣasti xoˈxawzler], слушатьо файле), в транскрипции с немецкого — Хоххойслер (нем. Hochhäusler; род. 10 октября 1944, Лима) — перуанский инженер, учёный и политик, временный президент Перу (2020—2021).

## Биография
Родился 10 октября 1944 года в Лиме. Сын Франсиско Сагасти Миллера (Francisco Sagasti Miller) и иммигрантки из Австрии Эльзы Хоххойслер Райниш (Elsa Hochhausler Reinisch), внук национального героя Перу Франсиско Сагасти Салданьи (Francisco Sagasti Saldaña), победителя в битве при Тарапаке в ходе Второй тихоокеанской войны (1879 год).
Окончил Национальный инженерный университет (Лима) в Перу и магистратуру по промышленному инжинирингу в Университете штата Пенсильвания, получил степень доктора философии по исследованию операций и социальной системологии в Уортонской школе бизнеса Пенсильванского университета.

### Профессиональная и политическая карьера
С 1972 по 1977 год являлся вице-президентом Института технологических и промышленных исследований, технических норм Перу (Instituto de Investigación Tecnológica, Industrial y Normas Técnicas del Perú, ITINTEC) и работал в Министерстве промышленности военного правительства Франсиско Моралеса Бермудеса. С 1985 по 1987 год — помощник министра внешних связей Аллана Вагнера в первом правительстве Алана Гарсии и член консультативного совета Национального института планирования. С 1987 по 1992 год работал во Всемирном банке на должностях начальника Отдела стратегического планирования и советника департаментов по оценке политики и внешним связям.
В 1996 году оказался в числе заложников при захвате японского посольства в Лиме Революционным движением имени Тупака Амару.
С 2007 по 2009 год и с 2011 по 2013 год был председателем совета директоров научно-технической программы во втором правительстве Алана Гарсии и в правительстве Ольянты Умалы. Занимал должность профессора Тихоокеанского университета и Папского католического университета Перу, а также приглашённого профессора Института предпринимательства в Мадриде, работал на кафедре Зильберберга в Уортонской школе бизнеса Пенсильванского университета и в Университете мира в Коста-Рике. С 2009 по 2014 год возглавлял исследования FORO Nacional/Internacional — организации, занимающейся проблемами национального и международного развития.
В 2016 году принял участие в формировании новой центристской Пурпурной партии с целью создать альтернативу левым и консерваторам.
В марте 2020 года избран в Конгресс Республики Перу от округа Лимы.

### В должности президента Перу
15 ноября 2020 года подал в отставку только что вступивший в должность президента Перу бывший президент Конгресса Перу Мануэль Мерино.
16 ноября 2020 года Сагасти был избран председателем Конгресса вместо Мерино с перспективой занятия кресла президента Перу ввиду отсутствия президента и вице-президентов. Особенностью сложившейся ситуации стал тот факт, что Сагасти и его партия вошли в число 19 из 130 депутатов, голосовавших несколькими днями ранее против положившего начало политическому кризису отстранения от должности президента Мартина Вискарры.
17 ноября 2020 года Конгресс Перу проголосовал за наделение Франсиско Сагасти полномочиями временного президента страны, после чего он стал третьим за неделю главой государства в Перу. Его полномочия продлились на период до следующих президентских выборов.
18 ноября Сагасти привёл к присяге правительство во главе с Виолетой Бермудес.

## Личная жизнь
С 1993 по 2005 год Франсиско Сагасти был женат Сильвии Шарпантье Бренес (Silvia Charpentier Brenes) — бывшем депутате парламента Коста-Рики от Партии национального освобождения, позднее — директор Центрального банка страны. У них есть дочь, имеющая коста-риканское гражданство.
Впоследствии был женат на чилийке Леонор Джусти (Leonor Giusti) и удочерил четырёх её дочерей.

## Книги
- El reto del Perú en la perspectiva del tercer mundo (в соавторстве с Jorge Bravo Bresani и Augusto Salazar Bondy). Lima, Moncloa — Campodonónico Editores Asociados, 1972.
- Tecnología, planificación y desarrollo autónomo, Lima, Instituto de Estudios Peruanos, 1977;
- Ciencia, tecnología y desarrollo latinoamericano, Fondo de Cultura Económica, 1981;
- La política científica y tecnológica en América Latina, Colegio de México, 1983;
- Imaginemos un Perú mejor, Lima, Agenda: Perú, 1999;
- Democracia y Buen Gobierno (con Pepi Patrón, Nicolás Lynch and Max Hernández), Lima, Editorial Apoyo, 1999;
- Development Cooperation in a Fractured global Order (with Gonzalo Alcalde), Ottawa, IDRC, 1999;
- A Foresight and Policy Study of the Multilateral Development Banks, Stockholm, Swedish Ministry for Foreign Affairs, 2000;
- La banca multilateral de desarrollo en América Latina, United Nations Publications, 2002;
- Knowledge and Innovation for Development, Londres, Edward Elgar Publishing, 2004;
- The Future of Development Financing: Challenges and Strategic Choices, Basingstoke, UK, Palgrave-McMillan, 2005;
- Power, Purse and Numbers: A Diagnostic Study of the UN Budget and Finance Process and Structure (with Úrsula Casabonne and Fernando Prada), Stockholm, The Four Nations Initiative, October 2007;
- Ciencia, tecnología, innovación. Políticas para América Latina, Lima, Fondo de Cultura Económica, 2011;
- Un desafío persistente. Políticas de ciencia, tecnología e innovación en el Perú del siglo 21 (coauthored with Lucía Málaga Sabogal). Lima, Fondo de Cultura Económica del Perú/ Fondo Editorial de la Pontificia Universidad Católica del Perú, 2017.